# گران ویومینگ
خوزه میگل مونسون نابارو (اسپانیایی: José Miguel Monzón Navarro‎؛ زادهٔ ۱۵ مهٔ ۱۹۵۵) که با نامِ مستعارِ «گران ویومینگ» (اسپانیایی: El Gran Wyoming‎) (به معنی وایومینگ بزرگ) شناخته می‌شود، بازیگر، کمدین، کارگردان، مجری تلویزیون، نویسنده و موسیقی‌دان اهل اسپانیا است.
او فارغ‌التحصیل رشتهٔ پزشکی است و مدتی به عنوان پزشک در شهر «بوئی‌تراگو دِل لوسویا» مشغول به کار بود.
از فیلم‌ها یا مجموعه‌های تلویزیونی که وی در آن‌ها نقش داشته‌است، می‌توان به تورنته، مأمور خرفت قانون اشاره نمود.